# Société Bic
Société Bic je francouzská firma typu société anonyme, sídlící ve městě Clichy. Je zaměřena převážně na výrobu psacích potřeb. Má 24 poboček ve čtyřech světadílech a pracuje pro ni okolo 11 000 zaměstnanců.
Založili ji v roce 1945 baron Marcel Bich a Édouard Buffard pod názvem PPA (Porte-plume, Porte-mines et Accessoires). Získali patent na propisku, kterou vynalezl László Bíró, a v roce 1950 uvedli na trh jednorázové umělohmotné pero Bic Cristal, které se stalo nejrozšířenější propisovačkou na světě (v roce 2005 se prodal stomiliardtý exemplář). V roce 1953 přijala firma název BiC, v roce 1957 získala zastoupení ve Spojeném království a v roce 1958 ve Spojených státech. Jejímu odbytu výrazně napomohlo, když v roce 1965 francouzské ministerstvo školství povolilo žákům psát propiskami. Od roku 1972 jsou akcie společnosti obchodovány na Pařížské burze. Rodina Bichova vlastní více než čtyřicet procent akcií.
Denně se na světě prodá 32 000 000 produktů s touto značkou. Société Bic vyrábí také mikrotužky, zvýrazňovače, korekční pera a lepidla. Od sedmdesátých let postupně rozšířila své portfolio o zapalovače, holicí strojky, windsurfingová prkna a mobilní telefony. V roce 1988 také uvedla na trh vlastní řadu parfémů, avšak po třech letech výrobu ukončila, neboť zákazníci neměli zájem o levné parfémy prodávané v trafikách.
Symbolem firmy je Bic Boy, postavička školáka s perem a hlavou připomínající kuličku na hrotu propisky, vyrobenou z karbidu wolframu. Logo s Bic Boyem navrhl v roce 1961 výtvarník Raymond Savignac. Společnost sponzorovala v letech 1964 až 1967 cyklistickou stáj Bic (její jezdec Luis Ocaña vyhrál v roce 1973 Tour de France) a v letech 1997 až 2000 tým Formule 1 Prost Grand Prix. O její historii vznikl dokumentární film Le Bic Cristal. Výraz bic se stal v řadě zemí také synonymem pro propisku. Po diplomatické roztržce mezi Francií a Brazílii ohledně kácení amazonských pralesů v roce 2019 vyhlásil Jair Bolsonaro bojkot propisovaček značky BiC.